# Sean Daugherty
Sean Stephen Daugherty (Hopkinsville, 20 novembre 1975) è un ex cestista statunitense, professionista in Turchia, Francia, Croazia e nella NBDL.